# Cá đàn lia quần đảo Kai
Cá đàn lia quần đảo Kai (danh pháp khoa học: Bathycallionymus kaianus) là một loài cá đàn lia bản địa các Ấn Độ Dương - tây Thái Bình Dương. Tên gọi thông thường trong tiếng Anh của nó là Kai Island deepwater dragonet nghĩa là cá rồng nhỏ nước sâu đảo Kai.

## Mô tả
Bathycallionymus kaianus có thể dài tới 16 xentimét (6,3 in). Vây lưng có 4 gai và 9-10 tia mềm, vây hậu môn không có gai và 9 tia mềm. Vây lưng đầu tiên thon dài và có dạng sợi. Chỏm của nhánh trước của tia vây lưng cuối cùng phân nhánh. Màng thứ ba của vây lưng thứ 1 có đốm hình lưỡi liềm. Vây hậu môn nhạt màu ở cá đực, mờ nhạt ở rìa dưới ở cá cái.

## Phân bố và môi trường sống
Bathycallionymus kaianus là cá biển sinh sống trong các khu vực có độ sâu tới 180 đến 290 mét (590 đến 950 ft). Khu vực phân bố từ Zanzibar và vùng bờ biển Đông Phi tới miền tây Thái Bình Dương, bao gồm miền nam Nhật Bản, biển Đông Trung Hoa và biển Banda.